# Listă de colecții de povestiri fantastice
Cuprins: Început - 0–9 A B C D E F G H I J K L M N O P Q R S T U V W X Y Z
Aceasta este o listă alfabetică de colecții de povestiri fantastice:

## A
- The Adventures of Doctor Eszterhazy de Avram Davidson
- And Walk Now Gently Through the Fire de R. A. Lafferty ș.a.
- The Avram Davidson Treasury de Avram Davidson

## B
- The Back Door of History de R. A. Lafferty
- The Barnum Museum de Steven Millhauser
- Best Ghost Stories of J. S. Lefanu de Sheridan Le Fanu
- The Best of Avram Davidson de Avram Davidson
- The Best Tales of Hoffmann de E. T. A. Hoffmann
- Beyond the Wall of Sleep de H.P. Lovecraft
- The Bible Repairman de Tim Powers
- The Bloody Chamber de Angela Carter
- The Book of Fritz Leiber de Fritz Leiber
- The Book of Wonder de Lord Dunsany

## C
- Carnacki the Ghost-Finder de William Hope Hodgson
- The Castle of Crossed Destinies (two novellas) de Italo Calvino
- Changing Planes de Ursula K. Le Guin
- Collected Fantasies de Avram Davidson
- Collected Fictions de Jorge Luis Borges
  - un omnibus al tuturor celor opt volume ale ficțiunii lui Borges (care sunt în întregime povestiri)
- The Compass Rose de Ursula K. Le Guin
- The Compleat Traveller in Black altă denumire:  The Compleat Traveller in Black de John Brunner
- The Complete Chronicles of Conan de Robert E. Howard
- Complete Fairy Tales de George MacDonald
- Complete Fairy Tales de Oscar Wilde
- The Complete Fiction of H.P. Lovecraft
- The Traveller in Black sau The Compleat Traveller in Black de John Brunner
- Cinderella

## D
- Dark Carnival sau The Small Assassin de Ray Bradbury
- The Darrell Schweitzer Megapack de Darrell Schweitzer
- The Day It Rained Forever sau A Medicine for Melancholy de Ray Bradbury
- The Devils in the Details de James Blaylock și Tim Powers
- Does Anyone Else Have Something Further to Add? de R. A. Lafferty
- A Dreamer's Tales de Lord Dunsany
- Dreams of Distant Shores de Patricia A. McKillip
- Driving Blind de Ray Bradbury
- The Dying Earth sau Mazirian the Magician de Jack Vance

## E
- The Early Lafferty de R. A. Lafferty
- The Early Lafferty II de R. A. Lafferty
- Echoes of the Goddess de Darrell Schweitzer
- Eight Fantasms and Magics de Jack Vance
- Elementals de A. S. Byatt
- The Emperor of the Ancient Word and Other Fantastic Stories de Darrell Schweitzer
- The Enquiries of Doctor Eszterhazy de Avram Davidson
- Escape on Venus de Edgar Rice Burroughs

## F
- Fancies and Goodnights de John Collier
- Fantasy Pieces in Callot's Manner de E. T. A. Hoffmann
- Fifty-One Tales sau The Food of Death de Lord Dunsany
- Fireworks de Angela Carter
- The Food of Death sau Fifty-One Tales de Lord Dunsany
- The Fortunes of Brak de John Jakes
- Four Stories de R. A. Lafferty
- Fragile Things de Neil Gaiman
- From the Realm of Morpheus de Steven Millhauser

## G
- Ghost Trouble de Richard Parks
- The Ghosts of Manacle de Charles G. Finney
- The Ghosts of the Heaviside Layer, and Other Fantasms de Lord Dunsany
- The Gods of Pegana de Lord Dunsany
- The Golden Apples of the Sun de Ray Bradbury
- Golden Gate and Other Stories de R. A. Lafferty
- The Golden Pot and Other Tales de E. T. A. Hoffmann
- Golden Wings and Other Stories de William Morris
- The Great World and the Small: More Tales of the Ominous and Magical de Darrell Schweitzer
- Green Magic de Jack Vance

## H
- The Harold Shea Tales de L. Sprague de Camp și Fletcher Pratt
  - adunate în The Incomplete Enchanter, Wall of Serpents, The Compleat Enchanter, The Complete Compleat Enchanter, The Enchanter Reborn, The Exotic Enchanter, and The Mathematics of Magic: The Enchanter Stories of L. Sprague de Camp and Fletcher Pratt
- Harrowing the Dragon de Patricia A. McKillip
- Heart of Stone, Dear and Other Stories de R. A. Lafferty
- Heroes and Horrors de Fritz Leiber
- Heroes in the Wind de Robert E. Howard

## I
- I Sing the Body Electric de Ray Bradbury
- The Illustrated Man de Ray Bradbury
- In a Glass Darkly de Sheridan Le Fanu
- In For a Penny de James Blaylock
- In the Penny Arcade de Steven Millhauser
- Invisible Cities de Italo Calvino
- Irish Fairy Tales de James Stephens
- Iron Tears de R. A. Lafferty

## J
- John Carter of Mars de Edgar Rice Burroughs
- John the Balladeer de Manly Wade Wellman
- The Jorkens Tales de Lord Dunsany (multe, dar nu toate sunt fantastice)
  - adunate în The Travel Tales of Mr. Joseph Jorkens, Jorkens Remembers Africa, Jorkens Has a Large Whiskey, The Fourth Book of Jorkens, Jorkens Borrows Another Whiskey și The Last Book of Jorkens

## K
- Kai Lung Beneath the Mulberry Tree de Ernest Bramah
- Kai Lung: Six de Ernest Bramah
- The King in the Tree (three novellas) de Steven Millhauser
- The Knight and Knave of Swords de Fritz Leiber
- The Knife Thrower and Other Stories de Steven Millhauser

## L
- The Ladies of Grace Adieu and Other Stories de Susanna Clarke
- Lafferty in Orbit de R. A. Lafferty
- The Last Book of Wonder sau Tales of Wonder de Lord Dunsany
- ¡Limekiller! de Avram Davidson
- Lin Carter's Simrana Cycle de Lin Carter
- The Line Between de Peter S. Beagle
- Little Black Book of Stories de A. S. Byatt
- Little Kingdoms (three novellas) de Steven Millhauser
- Little Wizard Stories of Oz de L. Frank Baum
- Living With the Dead (The Tale of Old Corpsenberg) de Darrell Schweitzer
- Long After Midnight de Ray Bradbury

## M
- The Machineries of Joy de Ray Bradbury
- Madame Crowl's Ghost and Other Tales of Mystery de Sheridan Le Fanu
- The Magician of Karakosk sau Giant Bones de Peter S. Beagle
- The Man Who Ate the Phoenix de Lord Dunsany
- The Man Who Made Models and Other Stories de R. A. Lafferty
- The Martian Chronicles de Ray Bradbury
- Mazirian the Magician sau The Dying Earth de Jack Vance
- The Meaning of Life and Other Awesome Cosmic Revelations de Darrell Schweitzer
- A Medicine for Melancholy sau The Day It Rained Forever de Ray Bradbury
- Mischief Malicious (And Murder Most Strange) de R. A. Lafferty
- Murder By Magic editor Rosemary Edghill

## N
- Necromancies and Netherworlds: Uncanny Stories de Darrell Schweitzer și Jason Van Hollander
- Night Moves and Other Stories de Tim Powers
- Nightscapes: Tales of the Ominous and Magical de Darrell Schweitzer
- Nine Hundred Grandmothers de R. A. Lafferty
- Novelties & Souvenirs de John Crowley
- Numbers in the Dark de Italo Calvino

## O
- The October Country de Ray Bradbury
- The Ogre's Wife de Richard Parks
- On the Banks of the River of Heaven de Richard Parks
- One More for the Road de Ray Bradbury
- Or All the Seas with Oysters de Avram Davidson
- The Other Nineteenth Century de Avram Davidson
- The Outsider and Others de H.P. Lovecraft

## P
- The Panic Hand de Jonathan Carroll
- Poems and Stories de J. R. R. Tolkien
- Poems in Prose de Oscar Wilde
- Promontory Goats de R. A. Lafferty
- The Purple Pterodactyls de L. Sprague de Camp

## Q
- Quicker Than the Eye de Ray Bradbury
- Qfwfq serie de povestiri de Italo Calvino
  - adunate în Cosmicomics și t zero (dar Numbers in the Dark conține și câteva povestiri Qfwfq)

## R
- R is for Rocket de Ray Bradbury
- The Redward Edward Papers de Avram Davidson
- Refugees from an Imaginary Country de Darrell Schweitzer
- The Reluctant Shaman and Other Fantastic Tales de L. Sprague de Camp
- The Rhinoceros Who Quoted Nietzsche de Peter S. Beagle
- Ringing Changes de R. A. Lafferty

## S
- Sandkings (Regii nisipurilor) de George R. R. Martin
- Sabia destinului de Andrzej Sapkowski
- The Serpent Bride de K.V. Johansen
- S is for Space de Ray Bradbury
- The Second Book of Fritz Leiber de Fritz Leiber
- Sekenre: The Book of the Sorcerer de Darrell Schweitzer
- Shadows & Light: Tales of Lost Kingdoms, editor Alva J. Roberts
- Skull-Face and Others de Robert E. Howard
- Slightly Off Center de Neal Barrett
- Slippery and Other Stories de R. A. Lafferty
- The Small Assassin sau Dark Carnival de Ray Bradbury
- Smoke and Mirrors de Neil Gaiman
- Snake in His Bosom and Other Stories de R. A. Lafferty
- Stories of Your Life and Others de Ted Chiang
- Strange Doings de R. A. Lafferty
- Strange Itineraries de Tim Powers
- Strange Seas and Shores de Avram Davidson
- Sugar and Other Stories de A. S. Byatt
- The Sword of Welleran and Other Stories de Lord Dunsany
- Swords Against Death de Fritz Leiber
- Swords Against Wizardry de Fritz Leiber
- Swords and Deviltry de Fritz Leiber
- Swords and Ice Magic de Fritz Leiber
- Swords in the Mist de Fritz Leiber

## T
- Tales from Earthsea de Ursula K. Le Guin
- Tales from Gavagan's Bar de L. Sprague de Camp și Fletcher Pratt
- Tales from the Perilous Realm de J. R. R. Tolkien
- Tales of E. T. A. Hoffmann de E. T. A. Hoffmann
- Tales of God and Men cycle by Lord Dunsany
  - comprises The Gods of Pegana, Time and the Gods, The Sword of Welleran, A Dreamer's Tales, The Book of Wonder, Fifty-One Tales (sau The Food of Death), The Last Book of Wonder și Tales of Three Hemispheres
- Tales of Hoffmann de E. T. A. Hoffmann
- The Tales of the Genii de James Ridley
- Tales of Three Hemispheres de Lord Dunsany
- Tales of Three Planets de Edgar Rice Burroughs
- Tales of Wonder sau The Last Book of Wonder de Lord Dunsany
- Thirteen Phantasms de James Blaylock
- Through Elegant Eyes: Stories of Austro and the Men Who Know Everything de R. A. Lafferty
- Time and the Gods de Lord Dunsany
- Tom O'Bedlam's Night Out and Other Strange Excursions de Darrell Schweitzer
- The Toynbee Convector de Ray Bradbury
- Transients and Other Disquieting Stories de Darrell Schweitzer
- The Tritonian Ring and Other Pusadian Tales de L. Sprague de Camp

## U
- Unfinished Tales de J. R. R. Tolkien

## V
- Viriconium Nights de M. John Harrison

## W
- The Wallet of Kai Lung de Ernest Bramah
- The Watcher and Other Stories de Italo Calvino
- We Are All Legends de Darrell Schweitzer
- What Strange Stars and Skies de Avram Davidson
- Whimsical Tales of Douglas Jerrold de Douglas Jerrold
- Wonders of the Invisible World de Patricia A. McKillip
- Worshipping Small Gods de Richard Parks

## Y
- Yamada Monogatari: Demon Hunter de Richard Parks
- Yamada Monogatari: Troubled Spirits de Richard Parks
- Young Thongor de Lin Carter